# BG40
BG40 е български борсов индекс на „Българска фондова борса - София“ (БФБ).
Индексът започва да се изчислява на 1 февруари 2005 г. Базисната му стойност е 100. BG40 се състои от емисиите акции на 40-те дружества с най-голям брой сделки на БФБ за последните 6 месеца.

## Изисквания за включване на дружество
- Емисиите да са търгувани не по-малко от 3 месеца на регулираните пазари.

## Дружества, включени в индекса от 13 март 2008
- Адванс Терафонд АДСИЦ (борсов код ATERA)
- Албена АД (борсов код ALB)
- Албена Инвест Холдинг АД (борсов код ALBHL)
- Арома АД (борсов код AROMA)
- Българска роза-Севтополис АД (борсов код SEVTO)
- Българска холдингова компания АД (борсов код BHC)
- Девин АД (борсов код DEVIN)
- Доверие обединен холдинг АД (борсов код DOVUHL)
- Еврохолд България АД (борсов код EUBG)
- Елана Фонд за Земеделска Земя АДСИЦ (борсов код ELARG)
- Елхим Искра АД (борсов код ELHIM)
- Захарни заводи АД (борсов код ZAHZA)
- ЗД Евро Инс АД (борсов код EURINS)
- Индустриален капитал холдинг АД (борсов код HIKA)
- Индустриален холдинг България АД (борсов код IHLBL)
- Каолин (борсов код KAO)
- Кораборемонтен завод Одесос АД (борсов код ODES)
- Ломско пиво АД (борсов код LOMSKO)
- Монбат АД (борсов код MONBAT)
- Мостстрой АД (борсов код MOSTS)
- М+С Хидравлик АД (борсов код MCH)
- Оловно цинков комплекс АД (борсов код OTZK)
- Оргахим АД (борсов код ORGH)
- Параходство българско речно плаване АД (борсов код BRP)
- „Петрол“ АД (борсов код PET)
- Северкооп Гъмза холдинг АД (борсов код GAMZA)
- Синергон холдинг АД (борсов код PETHL)
- Софарма АД (борсов код SFARM)
- Спарки Елтос АД (борсов код ELTOS)
- Стара планина Холд АД (борсов код CENHL)
- Българо-американска кредитна банка (борсов код BACB)
- ТБ Корпоративна търговска банка АД (борсов код CORP)
- ТБ Първа инвестиционна банка АД (борсов код FIB)
- ТБ Централна кооперативна банка АД (борсов код CCB)
- ТХ-Холд АД (борсов код TCH)
- Топливо АД (борсов код TOPL)
- Фазерлес АД (борсов код FZLES)
- Химимпорт АД (борсов код CHIM)
- Холдинг Варна АД (борсов код HVAR)
- Чугунолеене АД (борсов код CHUG)